# Obcina Feredeului

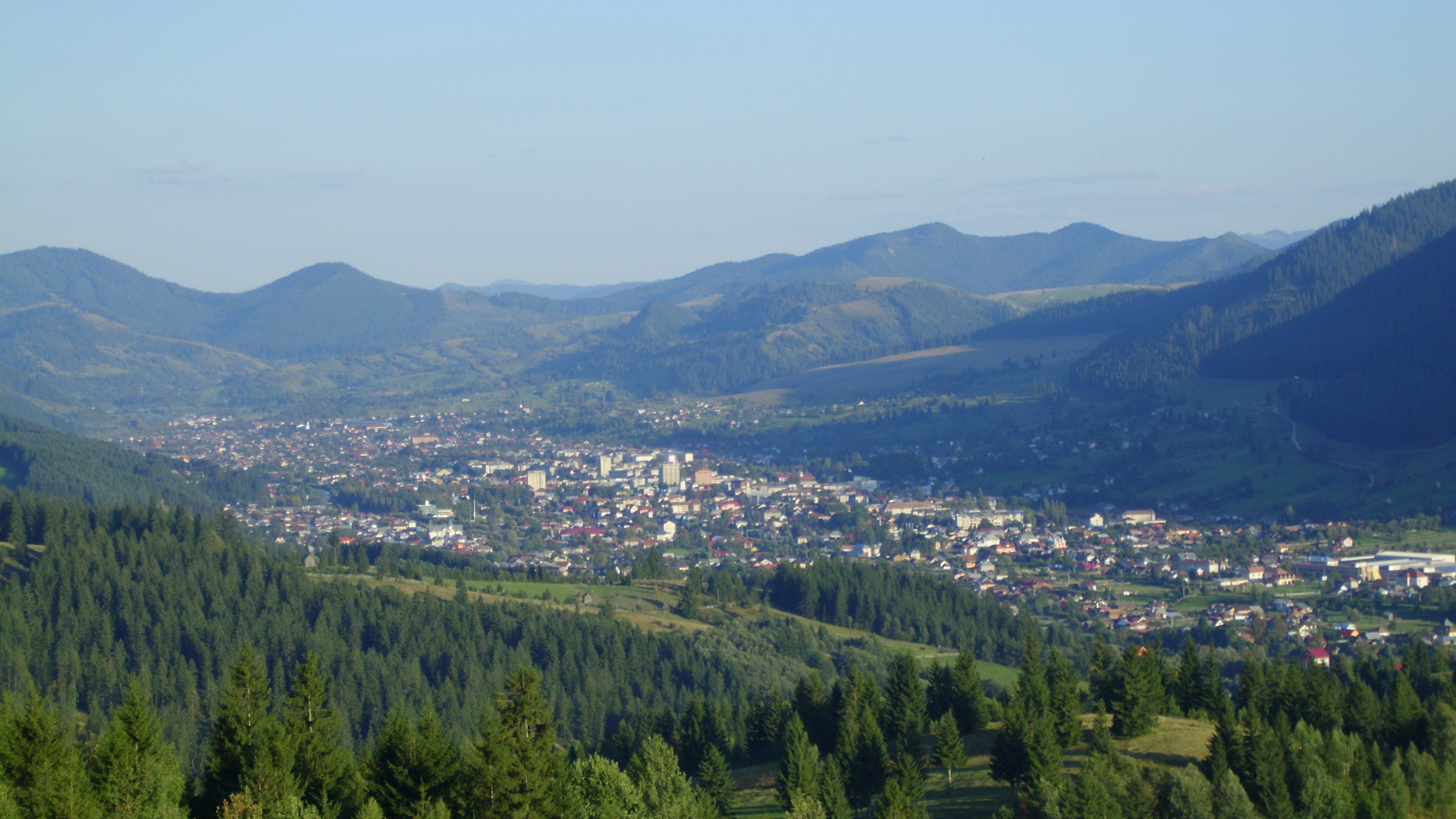
Obcina Feredeului

Obcina Feredeului ist ein Gebirgszug der Ostkarpaten in der Maramureș und Bukowina.

## Maximale Höhe
Der höchste Gipfel ist der Veju Mare mit einer Höhe von 1494 m.

## Natura 2000
Innerhalb der Berggruppe befindet sich eine 63.737 Hektar große Arie de Protecție Specială Avifaunistică (SPA) und erstreckt sich im Nordwesten des Kreises Suceava und umfasst die Verwaltungsgebiete der Gemeinden Breaza, Brodina, Frumosu, Fundu Moldovei, Izvoarele Sucevei, Moldova-Sulița, Moldovița, Pojorâta, Sadova, Ulma, Vama und Vatra Moldoviței sowie die Gemeinde Câmpulung Moldovenesc und wird von der Nationalstraße DN17A gekreuzt. Das Schutzgebiet beherbergt seltene Pflanzen- und Vogelarten.